# Pančava (přítok Labe)
Pančava je potok v Labském dole v Krkonoších, pravostranný přítok Labe. Jméno Pančava vychází z německého pantschen, tedy cákat nebo šplíchat. Pramení v rašeliništi na Pančavské louce, poblíž Labské boudy. Poté protéká přes hranu trogu Labského dolu, kde tvoří několikastupňový, 148 metrů vysoký Pančavský vodopád. Pod ním se vlévá zprava do Labe. Do horní části Pančavy byl začátkem 20. století vysazen siven americký, který se zde udržel a odtud rozšířil i do horního Labe.